# نبرد خلیج لیته
نبرد خلیج لیته بزرگترین نبرد دریایی جنگ جهانی دوم و از بزرگترین نبردهای دریایی در تاریخ است که در تاریخ ۲۳ اکتبر سال ۱۹۴۴ با حمله ارتش ایالات متحده آمریکا به جزایر لیته آغاز شد و سه روز بعد با شکست سنگین امپراتوری ژاپن به پایان رسید.
نبردناو سنگین موساشی در خلال همین جنگ از بین رفت.